# امانوئل مایوکا
امانوئل مایوکا (انگلیسی: Emmanuel Mayuka؛ زادهٔ ۲۱ نوامبر ۱۹۹۰) بازیکن فوتبال اهل زامبیا است.
وی همچنین در تیم ملی فوتبال زامبیا بازی کرده‌است.